# Iglesia de madera de Ringebu

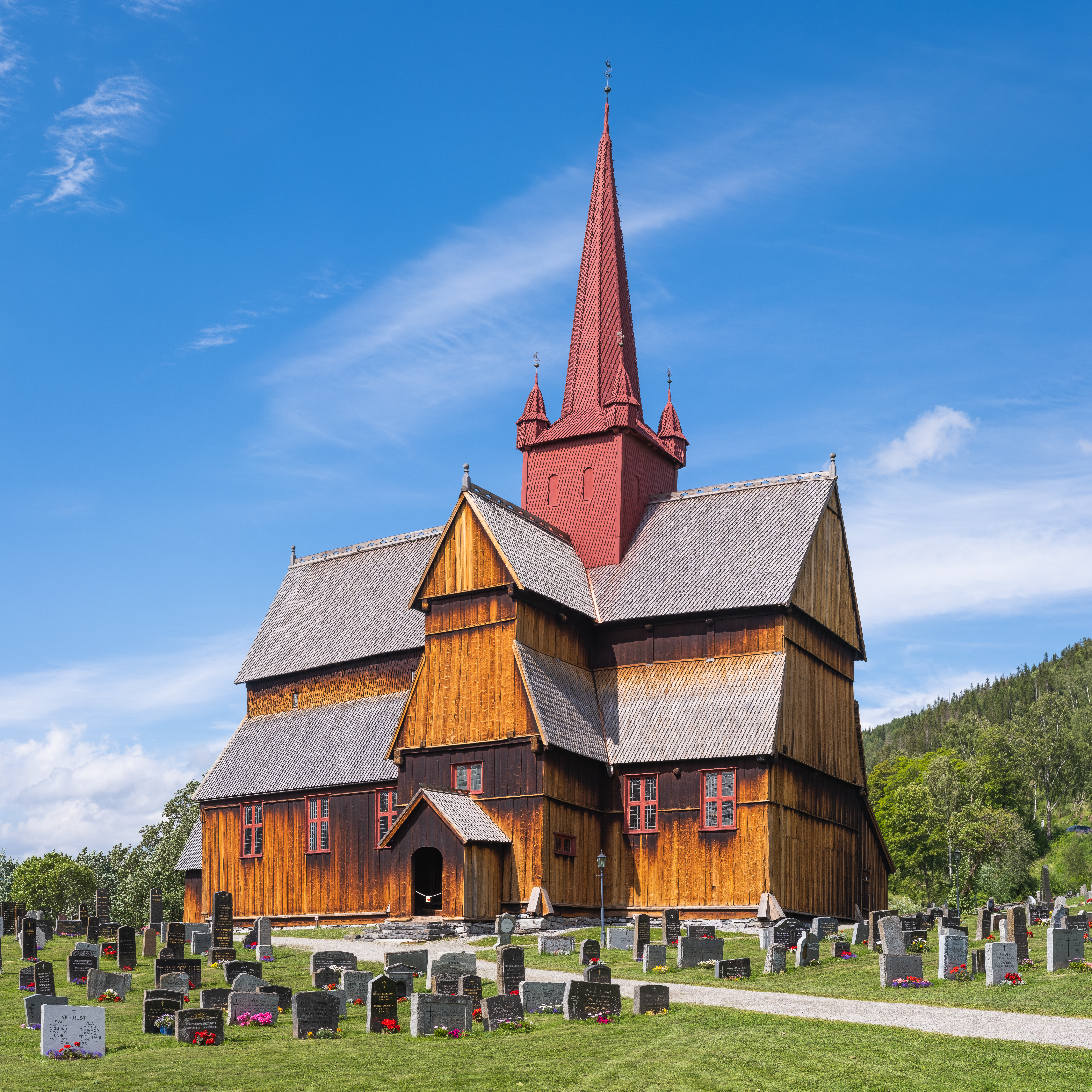
Iglesia de madera de Ringebu.

La iglesia de madera de Ringebu es una de las 28 stavkirke medievales de Noruega, y una de las más grandes. Fue construida cerca de 1220 en el municipio de Ringebu, en la provincia de Oppland.
Fue remodelada significativamente y agrandada en el siglo XVII.

## Arquitectura
Su diseño original es el de una stavkirke tipo B del subgrupo Borgund. Aunque todavía suele clasificarse como tal, tiene elementos ajenos a la arquitectura de las stavkirke, como la planta en forma de cruz griega, la torre del crucero y la presencia de ventanas, entre otras.
De la iglesia medieval solo queda la nave, con una sala central de techo elevado rodeada por un deambulatorio de techo de menor elevación -disposición típica de las stavkirke de tipo B-. La división entre sala central y deambulatorio se realiza a través de 12 postes circulares unidos entre sí por medio de tirantes en forma de cruces de San Andrés.
Un transepto atraviesa la nave de la iglesia, y cuenta con un vestíbulo que sirve de entrada en el brazo sur. En el crucero se levanta la única torre, de color rojo, a modo de linterna. El chapitel de la torre es octagonal sobre cuatro triángulos invertidos y cuatro trapecios.
Al este de la nave se localiza el coro, de la misma altura y ancho de la nave. Aunque muy similar a la nave en el exterior, en realidad no fue construido en la técnica de las stavkirke. No cuenta con ábside. Por el lado norte se comunica con la sacristía.

## Historia
La iglesia fue construida hacia 1220 en el sitio donde antes estuvo una iglesia de postes. En la Edad Media, la iglesia quedaba en el centro del pueblo; era un templo de planta longitudinal, con coro terminado en ábside, y toda la construcción se hallaba rodeada por un corredor o galería de ventilación.
Tras la reforma protestante, la iglesia fue remodelada por Werner Olsen y a partir de 1631 tuvo su característica torre roja. En esa remodelación se levantó el transepto, se derrumbó el coro, el ábside y el corredor, y se construyó un nuevo coro con sacristía. Al mismo tiempo, el interior fue equipado con nuevo mobiliario, destacándose algunas piezas barrocas, y se introdujeron ventanas en las paredes tanto de las partes nuevas como de las originales.
El interior fue pintado por primera vez en 1717, y en algún momento el exterior fue pintado totalmente de blanco (como la stavkirke de Undredal). La remodelación iniciada en 1921 intentó regresarle al templo algunas de sus características primitivas, remozando las partes medievales y retirando la pintura del exterior. En el techo se colocaron elementos decorativos del arte nórdico, como cabezas de dragón.

## Inventario y decoración
De la primitiva iglesia de postes se conserva la pila bautismal, de esteatita, datada del siglo XI. El portal occidental es una de las piezas originales de la stavkirke. Es una variante del estilo de Sogn-Valdres, y presenta motivos animales en su talla. Ha pasado a lo largo de la historia por daños significativos, por lo que actualmente es una pieza restaurada.
Al lado izquierdo del arco del triunfo, entre la nave y el coro, hay una talla de madera de San Lorenzo, original del siglo XIII. En los muros aún se distinguen dos escrituras rúnicas, así como dos dibujos animales y uno humano, que se creen datan de épocas medievales. También medievales son dos crucifijos de madera del siglo XIV.
Las bancas son elementos posteriores a la reforma, así como varios elementos decorativos. Destacan de esta época el monograma del rey Federico V en lo alto del arco del triunfo, el altar de 1686 y el fastuoso púlpito barroco de 1703, de madera policromada y obra del escultor Lars Jensen Borg.
El órgano, de la marca Åkerman & Lund, está inspirado en el arte barroco del siglo XVII de la Europa del Norte. Fue inaugurado en 1982, reemplazando a uno de principios del siglo XIX, y es uno de los órganos más sobresalientes de toda Noruega.

## Arqueología
Se han realizado varias excavaciones arqueológicas bajo el piso de la iglesia y en sus alrededores. La última de ellas fue llevada a cabo en 1980 y 1981. Por estas investigaciones se descubrieron restos de madera de una iglesia más antigua y las huellas de sus postes sobre la tierra, que dan cuenta de que se trataba de un edificio de técnica anterior a las stavkirke, que no contaba, como estas, con cimentación de piedra.
Otro hallazgo relevante fue la localización de 900 monedas de oro, la mayoría de la Edad Media, especialmente de la segunda mitad del siglo XIII.
Bajo el suelo y en especial bajo el transepto se localizaron varias tumbas, en especial de sacerdotes luteranos y sus respectivas familias, pero también de algunos personajes civiles, como por ejemplo Sophie Amalie Rosenkrantz, propietaria de la baronía Rosendal.

## Servicios
La iglesia de madera de Ringebu ha mantenido su uso eclesiástico desde la Edad Media. Actualmente, es la principal iglesia de la parroquia luterana de Ringebu, parte de la Iglesia de Noruega.
Es también sede de conciertos de organistas y de un festival internacional de música durante el verano.